# Jesper Kyd
Jesper Kyd és un músic de videojocs que va néixer a Hørsholm, Dinamarca el 1972 i viu actualment a Los Angeles.

## Premis i nominacions
- 2006 MTV Video Music Awards Best Video Game Score
- BAFTA 2005 Best Original Music Award (British Academy Award)
- Billboard Awards Finalist 2004 Best Music
- GameSpot 2003 Best Soundtrack of the Year Award
- IGN 2004 Best Soundtrack Finalist
- G.A.N.G. 2005 Hitman Contracts
- G.A.N.G. 2004 Freedom Fighters
- G.A.N.G. 2003 Hitman 2
- Game Reactor 2003 Best Original Soundtrack Award
- PSE2 Editor's Choice GOLD - Freedom Fighters Soundtrack CD
- PSE2 Editor's Choice GOLD - Hitman Contracts Soundtrack CD
- PSE2 Editor's Choice GOLD - Hitman 2 Soundtrack CD
- Games Agent 2002 Best Original Soundtrack Award
- GameSpot 2002 Best Original Soundtrack Of The Year Nomination
- X-Sages 2002 Soundtrack Of The Year Nomination
- Action Vault 2002 Outstanding Achievement In Music
- IGN 2002 Best Sound Nomination
- Bolt Games Bolt Games Music Awards

## Feines
- Assassin's Creed: Brotherhood (2010)
- Assassin's Creed II (2009)
- Unreal Tournament III (2007)
- Assassin's Creed (2007) (VG)
- Kane & Lynch: Dead Men (2007) (VG)
- Sweet Insanity (2006)
- Impulse (2005/II)
- Splinter Cell: Chaos Theory (2005) (VG)
- Death of a Saleswoman (2005)
- Hitman: Blood Money (2005) (VG)
- Robotech: Invasion (2004) (VG)
- Hitman: Contracts (2004) (VG)
- Todd McFarlane's Evil Prophecy Konami (2004)
- Medal of Honor: War Chest EA Games (2004)
- Freedom Fighters (2003) (VG)
- Brute Force (2003) (VG)
- Cycle (2003)
- Minority Report (2002) (VG)
- Hitman 2: Silent Assassin (2002) (VG)
- Daypass (2002)
- Völker II, Die (2001) (VG)
- The Nations (International: English title)
- Hitman: Codename 47 (2000) (VG)
- MDK II (2000) (VG)
- MDK 2: Armageddon (USA: new title)
- Messiah (2000) (VG)
- Night All Day (2000)
- Batman & Robin (Sega Genesis) Sega (1995)
- Sub Terrania (Sega Genesis) Scavenger / Sega (1993)
- USS John Young (Amiga) Interactivision / Magic Bytes (1989)